# Кюффи (Эна)
Кюффи́ (фр. Cuffies) — коммуна во Франции, находится в регионе Пикардия. Департамент коммуны — Эна. Входит в состав кантона Суасон-1. Округ коммуны — Суасон.
Код INSEE коммуны — 02245.

## Население
Население коммуны на 2010 год составляло 1686 человек.
| 1962 | 1968 | 1975 | 1982 | 1990 | 1999 | 2010 |
| ---- | ---- | ---- | ---- | ---- | ---- | ---- |
| 1534 | 1598 | 1473 | 1279 | 1320 | 1496 | 1686 |

## Экономика
В 2010 году среди 1139 человек трудоспособного возраста (15—64 лет) 663 были экономически активными, 476 — неактивными (показатель активности — 58,2 %, в 1999 году было 65,6 %). Из 663 активных жителей работали 566 человек (299 мужчин и 267 женщин), безработных было 97 (51 мужчина и 46 женщин). Среди 476 неактивных 302 человека были учениками или студентами, 93 — пенсионерами, 81 были неактивными по другим причинам.